# 可持續發展科
能源及可持續發展科（英語：Energy and Sustainable Development Branch）是香港特別行政區政府環境及生態局轄下的分科，負責制定有關能源、可持續發展、電力可再生能源發展政策。
可持續發展科原稱持續發展組，隸屬行政署，2007年7月1日決策局重組後劃入新成立的環境局。
2022年7月1日，所屬部門由環境局改為環境及生態局。